# Fernanda Lima

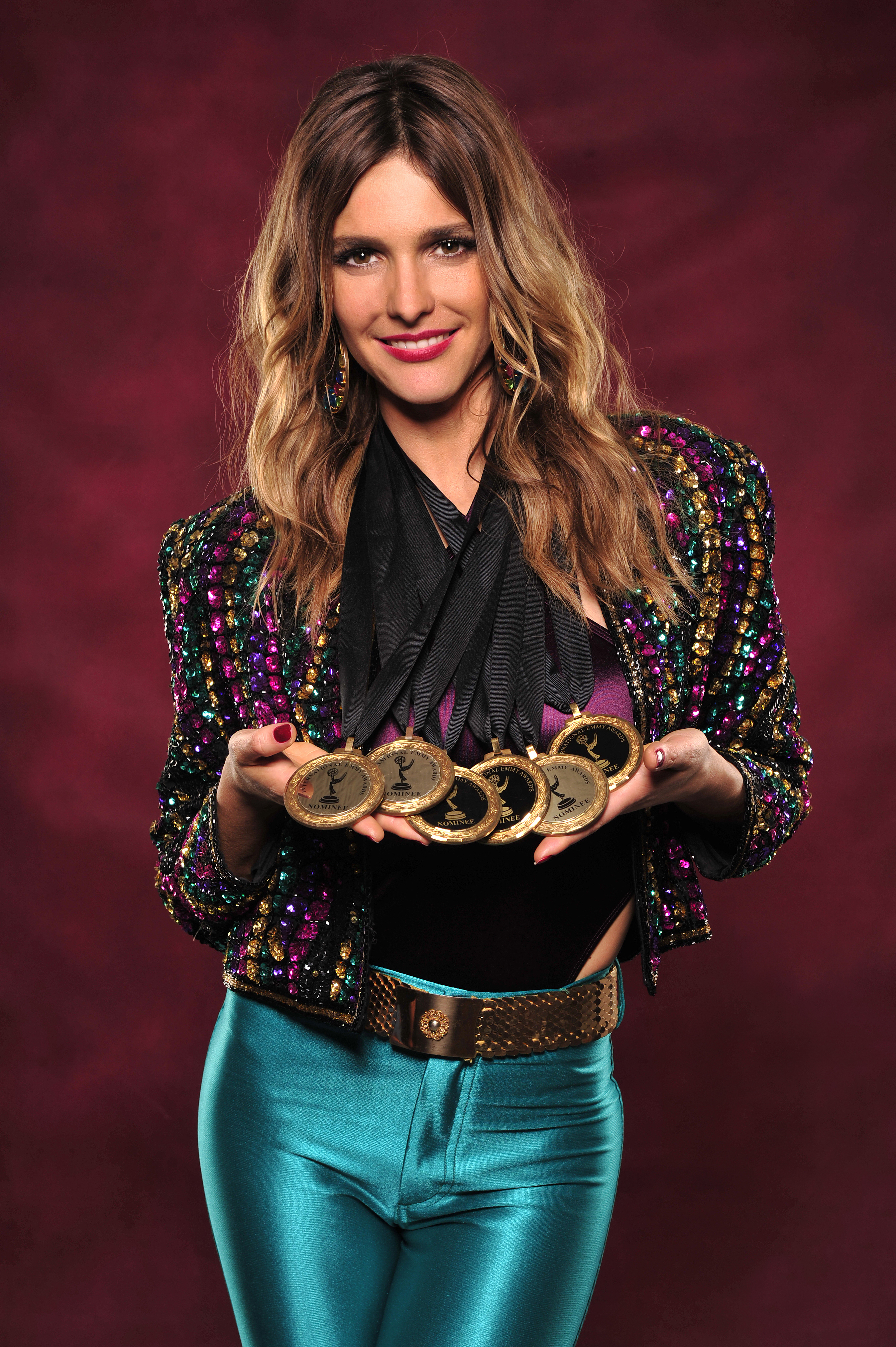
Fernanda Lima 2012

Fernanda Cama Pereira Lima (anhörenⓘ, * 25. Juni 1977 in Porto Alegre, Rio Grande do Sul) ist eine brasilianische Fernsehmoderatorin, Schauspielerin und Model.

## Leben
Lima hat zwei Geschwister, ihre Eltern sind Sportlehrer.
Begonnen hat sie mit ihrer Karriere als Model im Alter von 14 Jahren in Japan, wo sie damals für einen Zeitraum von vier Monaten lebte. Aufnahmen für die Cover großer internationaler Magazine folgten. Nach einer Ausbildung zur Journalistin übernahm sie ab 1999 die erste Moderation für den Musiksender MTV Brasilien. 2005 entdeckte sie das lateinamerikanische TV-Netzwerk Rede Globo. Neben Rollen in Telenovelas ist sie als Moderatorin der Talkshow Amor & Sexo (deutsch: Liebe & Sex), welche von 2009 bis 2018 produziert wurde, erfolgreich.
Darüber hinaus war sie als Romanautorin tätig und wirkte in Filmen mit.
Lima lebt seit 2001 mit dem brasilianischen TV-Moderator Rodrigo Hilbert in einer Beziehung. Das Paar hat Zwillinge, welche 2008 zur Welt kamen.

## Sonstiges
Am 6. Dezember 2013 moderierte Lima gemeinsam mit Hilbert die Fernsehshow zur Auslosung der Gruppenphase der Endrunde der Fußball-Weltmeisterschaft 2014. Twitter soll laut Medien während der Auslosung zehn Fan-Tweets pro Sekunde registriert haben.

## Filmografie
- 2002: Desejos de Mulher (Fernsehserie, 4 Episoden)
- 2003: Unzertrennlich (Stuck on You)
- 2004: A Dona da História
- 2004: Didi Quer Ser Criança
- 2005–2006: Bang Bang (Fernsehserie, 156 Episoden)
- 2009: Flordelis: Basta Uma Palavra Para Mudar
- 2019: De Pernas pro Ar 3